# Пам'ятки історії Євпаторії
На території Євпаторійської міськради перебуває 30 пам'яток історії. Усі пам'ятки розташовані на території міста Євпаторія.
| № п/п                  | Обліковій номер        | Найменування пам'ятника | дата                                 | Розташування                                                      | Рішення про взяття на облік | фото                   |
| Національного значення | Національного значення | Національного значення | Національного значення               | Національного значення                                            | Національного значення | Національного значення |
| ---------------------- | ---------------------- | --- | ------------------------------------ | ----------------------------------------------------------------- | --- | ---------------------- |
| 1                      | 010011-Н               | Театр ім. О.С.Пушкіна | 1908—1910 рр.                        | пл. Театральна, 1                                                 | Постанова Кабінету Міністрів України від 03.09.2009 №928 |                        |
| 2                      | 010010-Н               | Братська могила жертв фашистського терору                                                                                  | 1941—1942 рр.                        | пр. Перемоги, Червона гірка                                       | Постанова Кабінету Міністрів України від 3.09.2009 р. №928                                                                                                   |                        |
| Місцевого значення     |                        | |                                      |                                                                   | |                        |
| 1                      | 267                    | Братська могила учасників Євпаторійського десанту                                                                          | 1942 р.                              | 58-й км шосе Сімферополь — Євпаторія, біля причалу                | Рішення КО від 05.09.1969 № 595 |                        |
| 2                      | 288                    | Пам'ятник В.І.Леніну | 1984 р.                              | міський парк ім. В.І.Леніна                                       | Рішення КО від 05.09.1969 № 595 |                        |
| 3                      | 4654-АР                | Пам'ятник Герою Радянського Союзу Н.А.Токареву.                                                                            | 1957 р.                              | на перехресті пл. Театральна та проспекту Леніна                  | Наказ МК України від 16.06.2011 №453/0/16-11; Наказ МКтаТ України від 03.02.2010 №58/0/16-10                                                                 |                        |
| 4                      | 305                    | Пам'ятник А.М.Горькому. | 1957 р.                              | наб. ім. Горького, сквер                                          | Рішення КО від 05.09.1969 № 595 |                        |
| 5                      | 262                    | Місце формування Євпаторійського партизанського загону                                                                     | 1941 р.                              | пр. Леніна, 5                                                     | Рішення КО від 05.09.1969 № 595 |                        |
| 6                      | 4743-АР                | Фрагменти транспорту Німеччині "Santa-Fe" з вантажем військової техніки                                                    | 1943 р. (Санта-Фе)                   | траверс порту м. Євпаторія, Каламітська затока                    | Наказ МК України від 21.10.2011 №912/0/16-11 |                        |
| 7                      | 281                    | *Будівля, в якому розміщувався Євпаторійський ВРК (тут же знаходився Рада робітничих, солдатських та селянських депутатів) | 1918—1921 рр.                        | вул. Революції, 45/ вул. Караєва, 2/ наб. Терешкової, 26          | Рішення КО від 05.09.1969 №595; Рішення КО від 05.06.1984 № 284                                                                                              |                        |
| 8                      | 3054                   | Пам'ятний знак на честь 32-го Гвардійського винищувального авіаполку.                                                      | 1985 р.                              | вул. 2-ї Гвардійської Армії                                       | Рішення КО від 15.04.1986 № 164 |                        |
| 9                      | 264                    | Пам'ятник на братській могилі російських воїнів                                                                            | 1855 р.                              | вул. 2-ї Гвардійської Армії/вул. Ескадронна                       | Рішення КО від 05.09.1969 № 595 |                        |
| 10                     | 272                    | Братська могила жертв фашистського терору                                                                                  | 1941—1944 рр.                        | вул. 51-ї Армії, 4 (колишнє Красноярське шосе)                    | Рішення КО від 05.09.1969 № 595 |                        |
| 11                     | 279                    | Будинок, в якому жив Д.Л.Караев                                                                                            | 1917—1918 рр.                        | вул. Гагаріна, 9/ вул. Леніна, 12                                 | Рішення КО від 05.09.1969 № 595 |                        |
| 12                     | 286                    | Будівля, в якому жив Герой Радянського Союзу Н.А.Токарев                                                                   | 1934-1940 рр..                       | вул. Гоголя, 20/ вул. Пушкіна, 5                                  | Рішення КО від 05.09.1969 № 595 |                        |
| 13                     | 282-АР                 | Будинок, у якому жив Д.І.Ульянов в 1918-1919 рр.                                                                           |                                      | вул. Ул'янова, 7, літер "А", "А1"                                 | Наказ МКтаТ від 18.02.2009 №100/0/16-09 |                        |
| 14                     | 1902                   | Пам'ятний знак на честь євпаторійців, полеглих в роки Громадянської та Великої Вітчизняної воєн.                           | 1973 р.                              | вул. Полупанова/пр. Леніна                                        | Рішення КО від 15.01.1980 № 16 |                        |
| 15                     | 273                    | *Будівля, в якому жила Леся Українка, червень—серпень 1891 р.                                                              |                                      | вул. Революції, 41                                                | Рішення КО від 05.09.1969 № 595, Рішення КО від 20.02.1990 № 48                                                                                              |                        |
| 16                     | 271                    | Пам'ятний знак на честь Д.Л. Караєва                                                                                       | 1969 р.                              | вул. Революції, сквер ім. Караєва                                 | Рішення КО від 05.09.1969 № 595 |                        |
| 17                     | 265                    | Братська могила членів Євпаторійського ревкому                                                                             | 1919 р., перепоховання 1922 р.       | вул. Революції/пров. Клубний, сквер Комунарів                     | Рішення КО від 05.09.1969 № 595 |                        |
| 18                     | 261                    | Пам'ятний знак на місці висадки євпаторійського десанту (катер)                                                            | 1967 р. (1-й знак), 1986 р. (заміна) | вул. Революції/вул. Демишева                                      | Рішення КО від 05.09.1969 № 595 |                        |
| 19                     | 277                    | Будівля, де робітники оголосили перший страйк                                                                              | 28 травня 1905 р.                    | вул. Тучина, 63, вул. Заводська, 29                               | Рішення КО від 05.09.1969 № 595 |                        |
| 20                     | 4656-АР                | Дача Бобовича «Джаліта» | 1908—1910 рр.                        | вул. Урицького, 7/3, літер "2" (наб. Горького, 8/1)               | Наказ МК України від 16.06.2011 №453/0/16-11 (внесений до ДРНПУ як пам'ятка історії, архітектури); Наказ МКтаТ України від 03.02.2010 №58/0/16-10            |                        |
| 21                     | 4657-АР                | Дача Кривицького «Остенде»                                                                                                 | 1910 р.                              | вул. Урицького, 7/3, літер "3" (наб. Горького, 8а)                | Наказ МК України від 16.06.2011 №453/0/16-11 (внесений до ДРНПУ як пам'ятник історії, архітектури); Наказ МКтаТ від 03.02.2010 №58/0/16-10                   |                        |
| 22                     | 4658-АР                | Дача (Вілла) Шішмана «Рів'єра»                                                                                             | 1910 р.                              | вул. Урицького, 7/3, літер "9" (наб. Горького, 8)                 | Наказ МК України від 16.06.2011 №453/0/16-11 (внесений до ДРНПУ як пам'ятка історії, архітектури); Наказ МКтаТ України від 03.02.2010 №58/0/16-10            |                        |
| 23                     | 4655-АР                | Дача Казаса «Рів'єра» | 1910 р.                              | вул. Урицького, 7/3, літер "А" (наб. Горького, 8)                 | Наказ МК України від 16.06.2011 №453/0/16-11 (внесений до ДРНПУ як пам'ятка історії, архітектури); Наказ МКтаТ України від 03.02.2010 №58/0/16-10            |                        |
| 24                     | 285-АР                 | * Мойнакська грязелікарня                                                                                                  | 1894 р.                              | вул. Франко, 30, літер "А ", корпус № 1 санаторію " Батьківщина " | Наказ Міністерства культури Україна від 16.06.2011 №453/0/16-11 (внесений до ДРНПУ як пам'ятка історії, архітектури); Наказ МКтаТ від 03.02.2010 №58/0/16-10 |                        |
| 25                     | 280                    | Будівля, в якій формувалися загони Червоної гвардії                                                                        | 1918 р.                              | вул. Чернишевського, 3                                            | Рішення КО від 05.09.1969 № 595 |                        |
| 26                     | 266                    | Могила Ф.А.Лабренціса | 1920 р.                              | вул. Ескадронна, старе міське кладовище                           | Рішення КО від 05.09.1969 № 595 |                        |
| 27                     | 268                    | Одиночні могили радянських воїнів                                                                                          | 1941—1947 рр.                        | вул. Ескадронна, старе міське кладовище                           | Рішення КО від 05.09.1969 № 595 |                        |
| 28                     | 269                    | Могила Героя Радянського Союзу Н.А.Токарева                                                                                | 1944 р., перепохований — 1957 р.     | вул. Ескадронна, старе міське кладовище                           | Рішення КО від 05.09.1969 № 595 |                        |